# ローワー・カナダ・カレッジ
ローワー・カナダ・カレッジ (Lower Canada College) は、カナダのモントリオールにある私立学校（小学校・中学校・高校）である。略称はLCCという。

## 歴史
本校は使徒セントジョン教会によって1861年にセントジョン・カレッジとして創立された。1909年には、1847年に創立された同名の学校の名前と交換して、現在の校名に改称された。

## 教育
ローワー・カナダ・カレッジには幼稚園から12年生（日本の高校3年生相当）までの教育課程がある。生徒は11年生（日本の高校2年生）で卒業するか、GEGEP（ケベック州独自の大学予備課程）に進むか、あるいは入学前学習（12年生）でLCCに戻るかを選ぶ。
年間学費は1万5055ドルから1万9235ドルである（2012-13年度）。
LCCは屋内型のアイスホッケー・リンクを有する数少ない学校のひとつであった。現在は新しいアリーナとともに体育センターが新築されている。ホッケーの他に、カナディアンフットボース、サッカー、バスケットボール、ラグビーなどの強いチームがある。LCCはスポールやその他の事柄でセルワインハウス・スクールとライバル関係にある。
以前は男子校であったが、現在は共学校で、在校生の約40%が女子である。最初の女子が12年生に入学が認められたのは1992年である。他の学年には1995年度から96年度にかけて段階的に女子が入学するようになった。
LCCは現在バイリンガル学校になりつつある。授業は英語とフランス語の両方で行われており、中学・高校の生徒にはスペイン語の授業もある。

## ハウス
他のイギリス連邦の学校と同じように、LCCの生徒はハウスに所属している。8つの学生寮の名前は卒業生の名前にちなんでいる。12年生だけは専用のハウスに所属する。
- ベバリッジ（オレンジ）
- クラックストン（レッド）
- ドラモンド（ホワイト）
- フレンチ（ブルー）
- ハーパー（グリーン）
- ヒューワード（ブラック）
- ラッセル（グレイ）
- ウッド（マルーン）
- ウェブスター（パープル、12年生専用）

## 著名な卒業生・教員

### 卒業生
- デビッド・アンガス（英語版） - 政治家、元老院議員
- アレックス・アンソポロス - MLBゼネラルマネージャー
- ルネ・バルサー（英語版） - TVプロデューサー、脚本家
- ピーター・ベーレンス（英語版） - 小説家
- ウィラード・ボイル - 物理学者、CCDイメージセンサの発明で2009年ノーベル物理学賞を共同受賞
- ブルック・クラックストン - 政治家、カナダ自由党所属
- ウェイド・デイヴィス（英語版） - 人類学者
- デビッドソン・ダントン（英語版） - カナダ放送協会初代会長、カールトン大学学長
- ピーター・ドノロ（英語版） - 選挙参謀
- ジョージ・イグナティエフ - 外交官、平和運動家
- ルー・マリノフ（英語版） - 哲学者、哲学カウンセラー
- ピエール・マグワイア（英語版） - NHL解説者
- スチュアート・マクリーン（英語版） - ラジオパーソナリティー
- ゴードン・ニクソン（英語版） - カナダロイヤル銀行CEO
- グレグ・ルーゼドスキー - プロテニス選手
- バーナード・シャピロ（英語版） - マギル大学学長、カナダ議会初代倫理コミッショナー
- ハロルド・T・シャピロ（英語版） - プリンストン大学学長、ミシガン大学学長
- トッド・ヴァン・デル・ハイデン（英語版） - ジャーナリスト、ニュースキャスター
- パトリック・ワトソン（英語版） - ミュージシャン
- Nirra Fields（英語版） - 女子バスケットボール選手
- ランス・ストロール - レーシングドライバー

### 教員
- ヒュー・マクレナン（英語版） - 小説家
- F・R・スコット（英語版） - 詩人

## 外部サイト
- “ローワ―・カナダ・カレッジ（公式サイト・英語）”. 2012年12月9日閲覧。